# 歌劇 (雑誌)
歌劇（かげき）は、宝塚歌劇団の機関誌。月刊誌、毎月5日発売。1918年（大正7年）8月11日創刊。A5サイズ。発行元は宝塚クリエイティブアーツ。

## 概要
- 宝塚歌劇団の機関誌の中で一番歴史がある機関誌である。
- 宝塚GRAPHがカラーポートレイトが中心であるのに対して、歌劇は読み物の記事が多い。そのため、カラーページの比率が宝塚GRAPHと比較して少ない。
- 表紙は各組のトップスターをはじめ、主要な男役スターが中心で登場する。稀にトップ娘役が表紙を飾ることもある。トップスターが退団する月は「サヨナラ特集号」として表紙を飾ることが通例となっている。
- 2010年1月号から、レスリー・キーが表紙撮影を担当している。
- 通常雑誌は発売月より先の月の号として販売することが一般的だが[1]、本誌においては発売月と同月号としている。

## 略歴
- 1918年、同年8月11日に創刊。初代編集長は宝塚歌劇団創立者である小林一三。当時は年4回の季刊。定価20銭。
- 1921年、同年3月1日から月刊化を開始。同年7月10日午後7時から宝塚新温泉パラダイス劇場にて初の誌友大会（現・愛読者大会(後のTMP音楽祭)）を開催して、齋藤興里氏の講演後にレセプションホールで懇話会を開く。
- 1932年、表紙がイラストから生徒の顔写真となる。
- 1940年、第二次世界大戦時下により休刊を余儀なくされるが、1946年に復刊する。
- 2009年、創刊以来、約91年を経た1月号で発刊通算1000号を達成する。6月に歌劇発刊通算1000号と宝塚歌劇団創立95周年を記念して、『百年への道』と題した特別イベントを開催した。
- 2010年、小林公平の連載していたエッセイ『花の道より』が自身の逝去により、5月号をもって475回続いた連載が終了となる。7月号は、小林公平先生追悼号として、お別れ会の様子や各方面からの追悼の言葉が掲載された。

## エピソード
- 創刊号には与謝野晶子が「武庫川の夕」の題で3首を寄稿した。
- 文芸雑誌として、初期には山田耕筰、三浦環、藤原義江、小山内薫、菊池寛、有島武郎、宇野浩二、丹羽文雄、吉屋信子などの名だたる文化人や文豪からの寄稿が多くあった[2]。
- 戦時中には手塚治虫が宝塚歌劇団をテーマにした漫画を連載していた。
- 岩谷時子は宝塚歌劇団出版部に就職し、歌劇の編集長も務めていた。
- 丸尾長顕は宝塚少女歌劇団時代の文芸部に就職し、歌劇の編集長も務めた。
- 小林一三が発行部数一千でスタートした当初の歌劇の"編集担当"、2024年現在も続く「高声低声」の名付け親[3]

阪神宝塚会の源流となった愛読者大会の企画司会を務めた三代目編集長丸尾長顕は編集部一人の編集長に就任後、1921年10月号から始まったゴシップ欄(丸尾はユーモアを盛りこんで生徒諸君の動静を伝える欄と主張)「新消息」に一番力を入れたが、初期は噂になること自体が嫌われ、沖津浪子、その後は若菜君子から抗議を受けた、一方高砂松子は気にせず、天津乙女や奈良美也子はネ夕になってくれたと回想している。なお連載人の一人大菊福左衛門は小林一三のペンネームで丸尾自らが口述筆記を担当したが小林自身の癖を覚えたので丸尾が書くようになった、。

## 現在の主な連載
カラーポートレイト
舞台ポートレイト
扉
宝塚歌劇の曲をモチーフにした挿絵と歌詞を掲載。
演出家随想
2010年8月号から連載が開始されたエッセイ。
公演座談会
演出家、出演者により公演の見どころや役どころなどを対談形式にて掲載。
公演評
本公演やバウホール公演などの公演評は演劇コラムニストの石井哲夫などが担当している。
公演楽屋取材
えと文
各組の生徒が公演などの裏話をエッセー形式で3か月ごとに担当する。題名やイラストなど、各生徒や組の個性が出ており、読者の間では人気コーナーの一つである。
楽屋日記
本公演、バウホール公演中の裏話を下級生を中心に執筆するコーナー。
短波長波
読者からの質問を答えるコーナー。
高声低声
読者から寄せられた公演評を掲載するコーナー。1918年8月の創刊号から設けられて現在も継続されているコーナー。過去には辛口な公演評も掲載されていたが、現在はあまり批判的な公演評が掲載されなくなった。（植田紳爾談）